# Heta lappar
Heta lappar är en svensk dramakortfilm från 1997 i regi av Richard Looft. I rollerna ses bland andra Stina Ekblad, Viveka Seldahl och Jacob Nordenson.

## Handling
Anita arbetar som städare på ett företag där den olyckliga kontoristen Gunnel också arbetar. Anita kan inte låta bli att ingripa utan börjar skriva hemliga lappar.

## Medverkande
- Viveka Seldahl – Gunnel Arnqvist
- Stina Ekblad – Anita, städare
- Jacob Nordenson – vakt
- Lennart Hjulström
- Krister Henriksson
- Jan Waldekranz

## Om filmen
Heta lappar producerades av Claes-Göran Lillieborg för Pandora Film AB, Sveriges Television AB och Stiftelsen Svenska Filminstitutet. Manus skrevs av Christina Herrström och Lillieborg och filmen fotades av Pär M. Ekberg. Den premiärvisades på Göteborgs filmfestival den 1 februari 1997 och visades samma år i Sveriges Television. Den är svartvit.